# شيأون نيوا
شيأون نيوا (باليابانية: 丹羽 詩温) (18 يونيو 1994 في الولايات المتحدة – )؛ هو لاعب كرة قدم كان يلعب كمهاجم.

## وصلات خارجية
- شيأون نيوا على موقع رابطة كرة القدم اليابانية للمحترفين (اليابانية)
- شيأون نيوا على موقع قاعدة بيانات كرة القدم.إي يو (الإنجليزية)
- شيأون نيوا على موقع Soccerway.com (الإنجليزية)
- شيأون نيوا على موقع عالم كرة القدم.نت (الإنجليزية)